# Austin Mardon
Austin Albert Mardon, (sinh ngày 25 tháng 6 năm 1962) là tác giả và lãnh đạo những tổ chức thiện nguyện và bảo vệ người khuyết tật. Ông là trợ lý phụ tá giáo sư tại John Dossetor Health Ethics Centre, University of Alberta. Vào khoảng những năm thập niên 80, ông sáng lập và đến nay vẫn đang điều hành Antarctic Institute of Canada, một tổ chức phi lợi nhuận toạ lạc tại Edmonton, Alberta.

## Tiểu sử

### Lịch sử gia đình
Mardon được sinh ra tại Edmonton, Alberta vào tháng 5, năm 1962. Tiến sĩ Mardon lớn lên tại Lethbridge và hiện đang cư ngụ tại Edmonton.
Ông nội của ông, Austin Mardon, theo học tại Cambridge University trước khi trở thành một giáo sư chuyên ngành lịch sử. Cùng với bà vợ của mình, Marie, ông sở hữu Ardross Castle tại Scotland, thuộc quyền thừa kế của gia đình Mardon đến năm 1983.

### Thời niên thiếu
Tiến sĩ Mardon thuở thiếu thời là một đứa trẻ ốm yếu, sinh ra tại Edmonton vào năm 1962, ông sinh trưởng tại Lethbridge, và thường trải qua những mùa đông ở Hawaii với mẹ và em gái. Ông được biết đến là người đam mê các hoạt động trí não, và từng đoạt một giải thưởng cấp trường tại hội chợ khoa học. Mardon bị bạn bè bắt nạt những năm học trung học, và tình trạng này vẫn còn tiếp diễn với cường độ giảm dần những năm đại học. Thuở thiếu thời, ông từng sống một thời gian ở Scotland, và học tại Grenoble University, tại nơi này, ông được bạn bè yêu mến và chơi bóng bầu dục cùng họ. Kinh nghiệm này đã mở rộng thế giới quan của ông và là cơ hội để ông có thể giao lưu và học hỏi với các sinh viên quốc tế.
Bởi vì sinh trưởng trong một gia đình trí thức, tiến sĩ Mardon đã cố gắng hết sức để tiếp thu truyền thống ấy, nhưng những năm đại học, ông rớt tất cả mọi lớp ngoại trừ địa lý. Vì vậy, ông nghiêm túc theo đuổi bộ môn địa lý, và một giáo viên đã ví ông ta như một hiện tượng lội ngược dòng trong học tập – gặp khó khăn lúc đầu nhưng đạt được kết quả xuất sắc sau tất cả. Ông cũng từng phục vụ cho Canadian Primary Reserves, được tập huấn tại Canadian Armed Forces Base ở Dundurn, Saskatchewan.

### Giáo dục
Tiến sĩ Mardon tốt nghiệp năm 1985 chuyên ngành địa lý văn hoá tại University of Lethbridge. Ông học thạc sĩ ở South Dakota State University, và cũng tại nơi đó, ông theo học the Space Studies Program, và được nhận bằng thạc sĩ khoa học vào năm 1988. Ông cũng sở hữu tấm bằng thạc sĩ giáo dục từ Texas A&M University vào năm 1990. Sau khi bị chẩn đoán mắc chứng tâm thần phân liệt, ông tốt nghiệp học vị tiến sĩ từ Greenwich University. Ông cũng đồng thời giành được nhiều tấm bằng đại học trong các lĩnh vực khác tại Newman Theological College, Kharkov National University, và University of South Africa. Ông cũng giành được học vị danh dự chuyên ngành luật (LL.D.) tại University of Alberta vào năm 2011.

### Sự nghiệp
Trong giai đoạn chuẩn bị hoàn thành bằng thạc sĩ tại South Dakota State University năm 1986, tiến sĩ Mardon nhận được lời mời làm thành viên 1986-87 đội viễn chinh châu Nam Cực cho NASA và National Science Foundation. 170 dặm từ trạm Nam Cực khi mà đội của ông tìm thấy thiên thạch. Trong thời gian ngắn nương náo tại đây, môi trường nơi này đã ảnh hưởng phổi của ông và gây ra chứng ho vĩnh viễn. Ông được tặng U.S. Congressional Antarctic Service Medal cho những cống hiến và hi sinh vẻ vang.
Trong chuyến đi trở về Alberta, ông thuyết giảng về Antarctica tại University of Calgary và University of Lethbridge. Ông đến phỏng vấn để trở thành thành viên của Canadian/Soviet Arctic chiến hào từ phía bắc Siberia đến Ellesmere Island in the Canadian Arctic, nhưng lại không được tham gia cuộc viễn chinh.
Ông là một trong những người trở về sau sự kiện thiên thạch rơi trong cuộc viễn chinh ở Canadian Arctic gần Resolute tại the Northwest Territories, và viết sách để thuật lại cuộc hội thoại với dân địa phương và suy nghĩ của Inuit về thiên thạch. Ông đáng lẽ tham gia một cuộc viễn chinh châu Nam Cực cuối những năm thập niên 80s, nhưng một trận cháy ở Argentinian Antarctic khiến kế hoạc đó bị huỷ.
Một trong những đóng góp quan trọng của ông cho ngành thiên văn học là một loạt những bài báo ông viết về the Anglo Saxon Chronicle. The Chronicle là cuộc tường thuật trực tiếp về nhiều sự kiện ở Vương quốc Anh thời trung cổ. Với sự giúp đỡ của ba mình, người uyên thâm về thời đại trung cổ, tiến sĩ Mardon tìm thấy mười một bài bình luận sự kiện được đề cập ở Chronicle mà không được nhắc đến ở bất kì đâu trong các tài liệu thiên văn học, cũng như là hai ghi nhận khí tượng trong Chronicle.
Vào năm 1991, tiến sĩ Mardon được mời tham dự một cuộc viễn chinh đến South Pole tài trợ bởi the Geographical Society of the USSR. Ông đến Moskva và gặp gỡ một vài viên chức của cuộc viễn chinh, nhận được sự tiếp đón kỳ lạ ở chỗ trọ kỳ quặc. Ông sớm nhận ra bản thân đang bị nghi ngờ và bị bắt lần đầu tiên bởi GRU, và sau đó là KGB. Tiến sĩ Mardon bị hỏi cung, giữu lại một thời gian, và bị giải đi dọc theo con đường của Moscow với một đội hộ tống bị nghi ngờ là gián điệp. Tiến sĩ Mardon cuối cùng được trả lại tự do và quay trở về Canada sau những kinh nghiệm đau thương ở Moscow, và cuối cùng nhận được một bức thư xin lỗi từ Moscow.

## Sách
Austin Mardon chỉnh sửa, sáng tác, và tự xuất bản 50 quyển sách. Ông xuất bản sách về chính trị của Canada, lịch sử, sức khoẻ tâm thần, khoa học, địa lý, tiểu thuyết, tiểu thuyết trẻ em, và nhiều bài báo, luận án học thuật. Mardon bị chẩn đoán mắc chứng thần kinh phân liệt vào năm 1992 và từ đó, nhiều tác phẩm của ông nghiên cứu về bệnh tâm thần, tập trung cụ thể vào việc hỗ trợ và giúp đỡ nhưng người khuyết tật.

### Phi hư cấu
- A Conspectus of the Contribution of Herodotus to the Development of Geographical Thought (1990. Reprint in 2011)[11]
- A Description of the Western Isles of Scotland (1990, Translator, with Ernest Mardon)[11]
- The Alberta Judiciary Dictionary (1990, with Ernest Mardon)[11]
- International Law and Space Rescue Systems (1991)[11]
- Kensington Stone and Other Essays (1991)[11]
- A Transient in Whirl (1991)[11]
- The Men of the Dawn: Alberta Politicians from the North West Territories of the District of Alberta and Candidates for the First Alberta General Election (1991, With Ernest Mardon)[11]
- Down and Out and on the Run in Moscow (1992, with Ernest Mardon)[11]
- Alberta General Election Returns and Subsequent Byelections, 1882-1992, Documentary Heritage Society of Alberta (1993, with Ernest Mardon)[11]
- Edmonton Political Biographical Dictionary, 1882-1990: A Work in Progress (1993, with Ernest Mardon)[11]
- Biographical Dictionary of Alberta Politicians (1993, with Ernest Mardon)[11]
- Alberta Executive Council, 1905-1990 (1994, co-author)[11]
- Alone against the Revolution (1996, with M.F. Korn)[11]
- Early Catholic Saints (1997, co-author)[11]
- Later Christian Saints (1997, co-author)[11]
- Childhood Memories and Legends of Christmas Past (1998, co-author) [11]
- United Farmers of Alberta (1999, co-author)[11]
- The Insanity Machine (2003, with Kenna McKinnon)[12]
- English Medieval Cometry References Over a Thousand Years (2008, with Ernest Mardon and Cora Herrick)[13]
- 2004 Politicians (2009, with Ernest Mardon)[14]
- A Description of the Western Isles of Scotland (2009, with Ernest Mardon)[15]
- Space Rescue Systems in the Context of International Laws (2009)[16]
- Alberta Election Returns, 1887-1994 (2010, with Ernest Mardon)[17]
- Community Place Names of Alberta (2010, with Ernest Mardon)[18]
- Alberta's Judicial Leadership (2011, with Ernest Mardon)[19]
- The Mormon Contribution to Alberta Politics (2 ed.) (2011, with Ernest Mardon)[20]
- Mapping Alberta's Political Leadership (2011, with Ernest Mardon and Joseph Harry Veres)[21]
- Alberta's Political Pioneers (2011, with Ernest Mardon)[22]
- Alberta Ethnic German Politicians (2011, with Ernest Mardon and Catherine Mardon)[23]
- Financial Stability for the Disabled (2012, with Shelley Qian and Kayle Paustian)[24]
- The Liberals in Power in Alberta 1905-1921 (2012, with Ernest Mardon)[25]
- Designed by Providence (2012, with Ernest Mardon and Claire MacMaster)[26]
- Who's Who in Federal Politics in Alberta (2012, with Ernest Mardon)[27]
- What's in a Name? (2012, with Ernest Mardon)[28]
- History and Origin of Alberta Constituencies (2012, with Catherine Mardon)[29]
- The Conflict Between the Individual & Society in the Plays of James Bridie (2012, with Ernest Mardon)[30]
- Alberta Catholic Politicians (2012, with Ernest Mardon)[31]
- Tea with the Mad Hatter (2012, with Erin Campbell)[32]
- Lethbridge Politicians: Federal, Provincial & Civic (2 ed.) (2013, with Ernest Mardon)[33]
- Alberta Anglican Politicians (2013, with Ernest Mardon)[34]
- Political Networks in Alberta: 1905-1992 (2 ed.) (2014)[35]

Sách thiếu nhi
- Many Christian Saints for Children (1997, coauthor) [11]
- Early Saints and Other Saintly Stories for Children (2011, with May Mardon and Ernest Mardon)[36]
- When Kitty Met the Ghost (2 ed.) (2012, with Ernest Mardon)[37]
- The Girl Who Could Walk Through Walls (2012, with Ernest Mardon)[38]
- Gandy and Parker Escape the Zoo: An Illustrated Adventure (2013, with Catherine Mardon)[39]
- Grownup for a Week (2014, with Catherine Mardon, Aala Abdullahi and Agata Garbowska)[40]

Giải thưởng và huy chương
Mardon được bầu chọn vào Royal Society of Canada như là một Specially Elected Fellow vào năm 2014. Ông là người được nhận University of Lethbridge 2014 Honorary Degree và University of Alberta Honorary Degree.
- Antarctic Service Medal- US Congress(Navy)- 1987[44]
- Duke of Edinburgh Award- Bronze Level- 1987[44]
- Texas State Proclamation #51, Texas Legislature- 1988[44]
- Governor Generals Caring Canadian Award- 1996, presented 1999[45]
- Nadine Stirling Award, Canadian Mental Health Association- Alberta 1999[44]
- Flag of Hope Award, Schizophrenia Society of Canada- 2001[46]
- Distinguished Alumni Award from the University of Lethbridge- 2002[46]
- Presidents Award, Canadian Mental Health Association-Alberta- 2002[47]
- Queen Elizabeth II Golden Jubilee Medal- 2002[48]
- Alberta Centennial Medal- 2005[49]
- Ron LaJeunnesse Leadership Award, Canadian Mental Health Association- Edmonton 2005[44]
- Order of Canada, Member- October 2006, Invested- October 2007[50]
- Bill Jefferies Family Award, Schizophrenia Society of Canada- 2007[47]
- C.M. Hincks Award, Canadian Mental Health Association- National Division- 2007[47]
- Best National Editorial, Canadian Church Press- 2010 for Western Catholic Reporter article[51]
- Medal of Honour, Alberta Medical Association- October 2010[52]
- Mental Health Media Award, Canadian Mental Health Association-Alberta October 2010 for AHE Edmonton Journal articles[51]
- Honorable Kentucky Colonel- Commonwealth of Kentucky April 2011[51]
- Honorary Doctorate, L.L.D., University of Alberta- ngày 10 tháng 6 năm 2011[53]
- Medal of Honour, Canadian Medical Association- ngày 25 tháng 8 năm 2011[54]
- Catherine & Austin Mardon CM Schizophrenia Award permanently endowed at U of Alberta for $500 per annum 2012[55]
- Dr's Catherine & Austin Mardon CM Student Award Bursary established at Newman Theological College 2012[51]
- Queen Elizabeth II Diamond Jubilee Medal- Presented ngày 28 tháng 5 năm 2012[56]
- Catherine & Austin Mardon CM Schizophrenia Award endowed at Norquest College for $1,000 per annum August 2013[57]
- Honorary Doctorate, L.L.D., University of Lethbridge, ngày 19 tháng 6 năm 2014[58]
- Honorary Social Worker, Alberta College of Social Workers, April, 2015[59]
- Mardon was elected into the Royal Society of Canada as a Specially Elected Fellow in 2014.[60]